# Kaestlea
Kaestlea es un género de lagartos perteneciente a la familia Scincidae. Se distribuyen por el sur de la India y actualmente se encuentra parcialmente extinto, únicamente encontrándose en cautiverios.

## Especies
Según The Reptile Database:
- Kaestlea beddomii (Boulenger, 1887)
- Kaestlea bilineata (Gray, 1846)
- Kaestlea laterimaculata (Beddome, 1870)
- Kaestlea palnica (Boettger, 1892)
- Kaestlea travancorica (Beddome, 1870)